# میشل جانسون (هنرپیشه زن)
میشل جانسون (انگلیسی: Michelle Johnson؛ زادهٔ ۹ سپتامبر ۱۹۶۵) یک هنرپیشه اهل ایالات متحده آمریکا است.
از فیلم‌ها یا برنامه‌های تلویزیونی که وی در آن نقش داشته است می‌توان به مرگ درخور اوست، گانگ هو اشاره کرد.